# Gmina Freeman (Iowa)

Położenie Gminy Freeman w hrabstwie Clay

Gmina Freeman (ang. Freeman Township) – gmina w USA, w stanie Iowa, w hrabstwie Clay. Według danych z 2000 roku gmina miała 444 mieszkańców, a jej powierzchnia wynosi 92,39 km².